# (10178) Iriki
(10178) Iriki est un astéroïde de la ceinture principale.

## Description
(10178) Iriki est un astéroïde de la ceinture principale. Il fut découvert le 18 février 1996 à Ōizumi par Takao Kobayashi. Il présente une orbite caractérisée par un demi-grand axe de 2,19 UA, une excentricité de 0,00 et une inclinaison de 2,3° par rapport à l'écliptique.

## Compléments